# Grimsby
Grimsby – miasto w północno-wschodniej Anglii (Wielka Brytania), w hrabstwie ceremonialnym Lincolnshire, w dystrykcie (unitary authority) North East Lincolnshire, położone na południowym brzegu estuarium Humber. W 2021 roku miasto liczyło 85 925 mieszkańców. Grimsby zostało wspomniane w Domesday Book (1086) pod nazwą Grimesbi.
W mieście rozwinął się przemysł rybny, stoczniowy oraz chemiczny.
W mieście znajduje się stacja kolejowa Grimsby Town.
Na wschód od Grimsby, w bezpośrednim sąsiedztwie położone jest miasto Cleethorpes.

## Miasta partnerskie
- Bandżul (Gambia)
- Bremerhaven (Niemcy)
- Dieppe (Francja)
- Tromsø (Norwegia)